# Denthoxanthinae
De Denthoxanthinae zijn een monotypische onderfamilie van krabben (Brachyura) uit de familie Galenidae.

## Geslachten
De Denthoxanthinae omvatten slechts één geslacht: 
- Dentoxanthus Stephensen, 1946